# Marché Somba Zikida

Le marché Somba Zikida est un des plus grands marchés de Kinshasa en République démocratique du Congo. Il est situé au coin de l’avenues Dima et de l’avenue du Plateau dans la commune de Kinshasa.
En mai 1989, le marché Somba Zikida abrite 4 000 vendeurs.